# Рюти-бай-Лиссах
Рюти-бай-Лиссах (нем. Rüti bei Lyssach) — коммуна в Швейцарии, в кантоне Берн. 
Входит в состав округа Бургдорф. Население составляет 151 человек (на 31 декабря 2006 года). Официальный код — 0422.